# Communauté de communes Isle-Loue-Auvézère en Périgord
La communauté de communes Isle-Loue-Auvézère en Périgord est une communauté de communes française située dans le pays Périgord vert, dans le département de la Dordogne, en région Nouvelle-Aquitaine.

## Historique
Initialement, la communauté de communes Auvézère Loue a été créée le 12 décembre 2000 pour une prise d'effet au 20 décembre 2000.
Elle n'était alors composée que de quatre communes : Payzac, Saint-Cyr-les-Champagnes, Sarlande et Savignac-Lédrier. Cinq autres communes y ont adhéré le 28 novembre 2002.
Sous le nom de communauté de communes du Pays de Lanouaille, sa nouvelle dénomination est officialisée le 12 mai 2003.
Le 28 décembre 2009, les communes de Preyssac-d'Excideuil et Saint-Médard-d'Excideuil y entrent à leur tour. Son territoire s'étend alors sur 263,68 km2.
Au 1er janvier 2017, la communauté de communes du Pays de Lanouaille est étendue aux communes de la communauté de communes Causses et Rivières en Périgord — moins Savignac-les-Églises qui rejoint la communauté d'agglomération Le Grand Périgueux — qui est alors dissoute. Son territoire fait plus que doubler et s'étend alors sur 533,54 km2.
Au 1er juillet 2017, elle change de nom et devient la communauté de communes Isle-Loue-Auvézère en Périgord.

## Territoire communautaire

### Géographie
Située au nord-est  du département de la Dordogne, la communauté de communes Isle-Loue-Auvézère en Périgord regroupe 28 communes et présente une superficie de 533,5 km2.

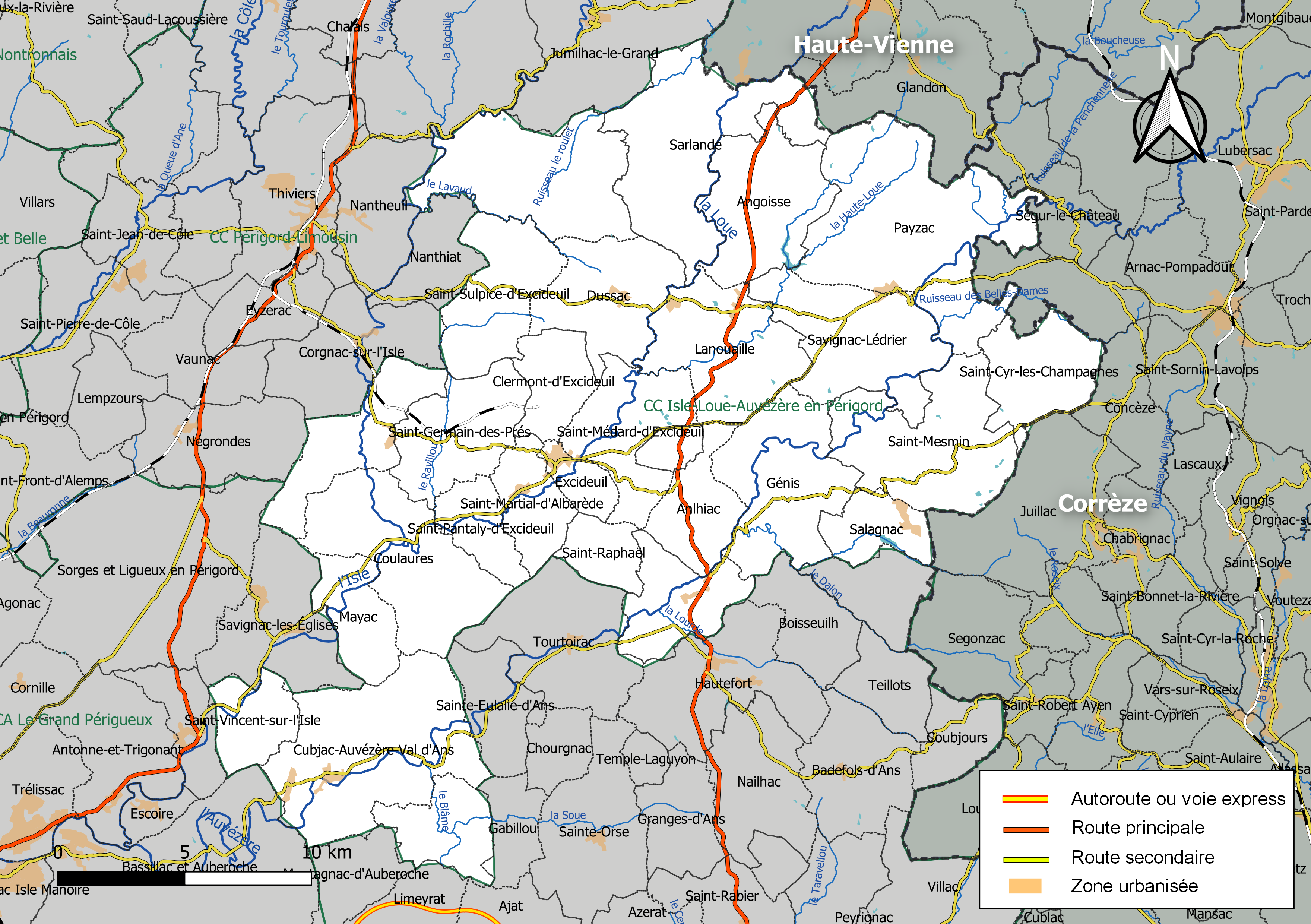
Carte de la communauté de communes Isle-Loue-Auvézère en Périgord au 1er janvier 2019.

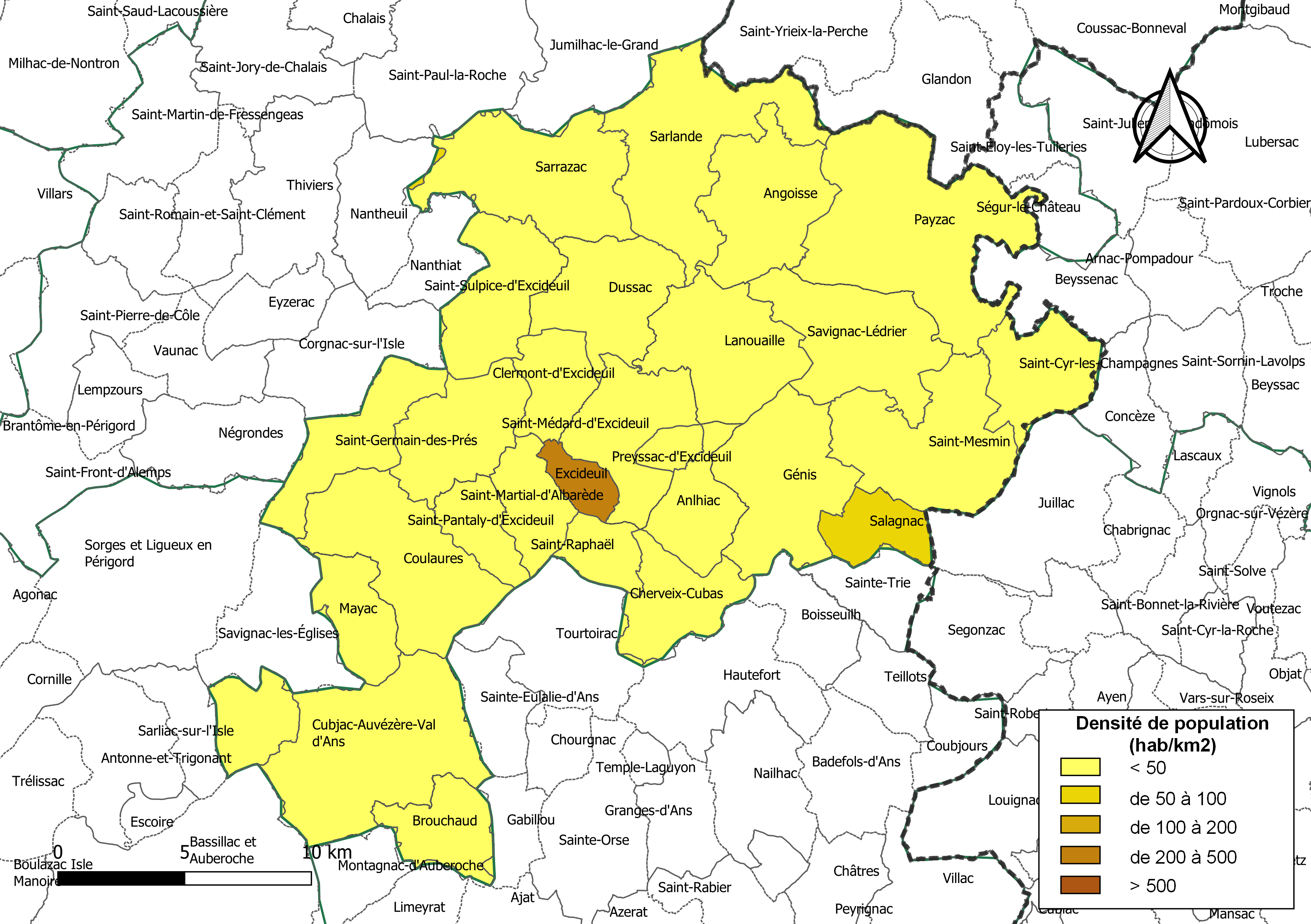
Carte des densités de population (millésimée 2016) des communes de la communauté de communes Isle-Loue-Auvézère en Périgord. Composition en communes au 1er janvier 2019.

### Composition
De 2009 à 2016, elle regroupait onze communes : Preyssac-d'Excideuil, Saint-Médard-d'Excideuil et neuf des dix communes de l'ancien canton de Lanouaille (seule Nanthiat en était absente).
Au 1er janvier 2017, dix-neuf communes issues de la communauté de communes Causses et Rivières en Périgord la rejoignent. À la même date est créée la commune nouvelle de Cubjac-Auvézère-Val d'Ans qui regroupe trois d'entre elles.
Le siège social est situé rue de la Tuilerie à Payzac.
La communauté de communes est composée des 28 communes suivantes :

| Nom                       | Code Insee | Gentilé             | Superficie (km2) | Population (dernière pop. légale) | Densité (hab./km2) |
| ------------------------- | ---------- | ------------------- | ---------------- | --------------------------------- | ------------------ |
| Savignac-Lédrier (siège)  | 24526      | Savignacois         | 26,9             | 715 (2022)                        | 27                 |
| Angoisse                  | 24008      | Angoissais          | 23,13            | 595 (2022)                        | 26                 |
| Anlhiac                   | 24009      | Anlhiacois          | 11,86            | 266 (2022)                        | 22                 |
| Brouchaud                 | 24066      | Brouchaudois        | 11,94            | 217 (2022)                        | 18                 |
| Cherveix-Cubas            | 24120      |                     | 14,96            | 555 (2022)                        | 37                 |
| Clermont-d'Excideuil      | 24124      | Clermontois         | 9,99             | 248 (2022)                        | 25                 |
| Coulaures                 | 24137      | Coulaurois          | 28,87            | 758 (2022)                        | 26                 |
| Cubjac-Auvézère-Val d'Ans | 24147      |                     | 39,56            | 1 116 (2022)                      | 28                 |
| Dussac                    | 24158      | Dussacois           | 20,26            | 426 (2022)                        | 21                 |
| Excideuil                 | 24164      | Excideuillais       | 5,02             | 1 195 (2022)                      | 238                |
| Génis                     | 24196      | Génissois           | 25,92            | 508 (2022)                        | 20                 |
| Lanouaille                | 24227      | Lanouaillais        | 23,78            | 938 (2022)                        | 39                 |
| Mayac                     | 24262      | Mayacois            | 11,28            | 322 (2022)                        | 29                 |
| Payzac                    | 24320      | Payzacois           | 47,72            | 977 (2022)                        | 20                 |
| Preyssac-d'Excideuil      | 24339      | Preyssacois         | 3,38             | 147 (2022)                        | 43                 |
| Saint-Cyr-les-Champagnes  | 24397      | Saint-Cyriens       | 15,81            | 302 (2022)                        | 19                 |
| Saint-Germain-des-Prés    | 24417      | Germinois           | 19,01            | 482 (2022)                        | 25                 |
| Saint-Jory-las-Bloux      | 24429      | Lasblouxjoriens     | 16,94            | 239 (2022)                        | 14                 |
| Saint-Martial-d'Albarède  | 24448      | Albarédiens         | 10,28            | 485 (2022)                        | 47                 |
| Saint-Médard-d'Excideuil  | 24463      |                     | 18,35            | 545 (2022)                        | 30                 |
| Saint-Mesmin              | 24464      | Saint-Mesminois     | 29,58            | 334 (2022)                        | 11                 |
| Saint-Pantaly-d'Excideuil | 24476      | Saint-Pantaléoniens | 8,46             | 160 (2022)                        | 19                 |
| Saint-Raphaël             | 24493      | Raphaëlois          | 7,13             | 94 (2022)                         | 13                 |
| Saint-Sulpice-d'Excideuil | 24505      | Saint Sulpiçois     | 19,72            | 368 (2022)                        | 19                 |
| Saint-Vincent-sur-l'Isle  | 24513      | Saint Vincentais    | 9,98             | 309 (2022)                        | 31                 |
| Salagnac                  | 24515      | Salagnacois         | 9,08             | 717 (2022)                        | 79                 |
| Sarlande                  | 24519      | Sarlandais          | 34,74            | 423 (2022)                        | 12                 |
| Sarrazac                  | 24522      | Sarrazacois         | 29,89            | 364 (2022)                        | 12                 |

### Démographie
| 1968   | 1975   | 1982   | 1990   | 1999   | 2009   | 2014   | 2020   |
| ------ | ------ | ------ | ------ | ------ | ------ | ------ | ------ |
| 17 008 | 15 987 | 14 918 | 14 320 | 13 722 | 14 085 | 13 902 | 13 626 |

## Administration

### Siège
Le siège de la communauté de communes est situé à Savignac-Lédrier.

### Les élus
A la suite des élections municipales de 2020, le conseil communautaire de la communauté de communes se compose de 47 conseillers représentant chacune des communes membres et élus pour une durée de six ans.
Ils sont répartis comme suit :
| Nombre de conseillers | Communes |
| --------------------- | --- |
| 3                     | Cubjac-Auvézère-Val d'Ans, Excideuil, Lanouaille |
| 2                     | Angoisse, Cherveix-Cubas, Coulaures, Dussac, Génis, Payzac, Saint-Germain-des-Prés, Saint-Martial-d'Albarède, Saint-Médard-d'Excideuil, Salagnac, Sarlande, Sarrazac, Savignac-Lédrier |
| 1 (+1 suppléant)      | les 12 autres communes |

-

### Présidence
| Période                                  | Période    | Identité        | Étiquette | Qualité                                                                                            |
| ---------------------------------------- | ---------- | --------------- | --------- | -------------------------------------------------------------------------------------------------- |
| Les données manquantes sont à compléter. |            |                 |           | |
| décembre 2000                            | avril 2001 | Daniel Baylé    |           | Adjoint au maire de Savignac-Lédrier                                                               |
| avril 2001                               | avril 2008 | Camille Claud   | PCF       | Maire de Sarlande (1983-2008)                                                                      |
| avril 2008 (réélu en juillet 2020)       | En cours   | Bruno Lamonerie | PS        | Adjoint au maire d'Angoisse, conseiller départemental du canton d'Isle-Loue-Auvézère (depuis 2015) |

### Compétences
L'arrêté no 2016-097 du 14 décembre 2016 actualise les compétences de l'intercommunalité à compter du 31 décembre 2016, décrites ci-dessous.

#### Compétences obligatoires
- Aménagement de l'espace pour la conduite d'actions d'intérêt communautaire ;
  - schéma de cohérence territoriale (SCOT) et schéma de secteur ;
  - plan local d'urbanisme et document d'urbanisme en tenant lieu, et carte communale ;
- Actions de développement économique :
  - création, aménagement, gestion et entretien des zones d'activités industrielle, commerciale, tertiaire, touristique, portuaire ou aéroportuaire d'intérêt communautaire ;
  - politique locale du commerce et soutien aux activités commerciales d'intérêt communautaire.
- Aménagement, gestion et entretien des aires d'accueil des Gens du voyage.
- Collecte et traitement des déchets ménagers et assimilés.

#### Compétences optionnelles
- Assainissement.
- Création, aménagement et entretien de la voirie d'intérêt communautaire.
- Politique du logement et du cadre de vie d'intérêt communautaire.
- Construction, entretien et fonctionnement d'équipements culturels et sportifs d'intérêt communautaire, d'équipements de l'enseignement pré-élémentaire et élémentaire d'intérêt communautaire.
- Action sociale d'intérêt communautaire.
- Création et gestion de maisons de services au public, et définition des obligations de service public y afférentes.

#### Compétences facultatives
- Politique de développement culturel et sportif.
- Opération de restauration, d'aménagement, d'entretien et de mise en valeur des rivières.
- Prise en charge du contingent incendie selon les dispositions de la loi NOTRe.
- Création et gestion de maisons de santé pluridisciplinaires.
- Aménagement numérique.
- Instruction des documents d'urbanisme.

### Régime fiscal et budget
Le régime fiscal de la communauté de communes est la fiscalité professionnelle unique (FPU).